# Élections municipales de 2008 dans la Creuse
Les élections municipales françaises de 2008 ont eu lieu le 9 et 16 mars 2008. Le département de la Creuse comptait 260 communes, dont 4 de plus de 3 500 habitants où les conseillers municipaux étaient élus selon un scrutin de liste avec représentation proportionnelle.

## Maires élus
Les maires élus à la suite des élections municipales dans les communes de plus de 1 500 habitants :
| Communes                   | Population | Maire sortant       | Parti | Parti | Maire élu           | Parti | Parti |
| -------------------------- | ---------- | ------------------- | ----- | ----- | ------------------- | ----- | ----- |
| Guéret                     | 14 066     | Michel Vergnier     |       | PS    | Michel Vergnier     |       | PS    |
| La Souterraine             | 5 375      | Yves Furet          |       | PS    | Yves Furet          |       | PS    |
| Aubusson                   | 4 181      | Michel Moine        |       | PS    | Michel Moine        |       | PS    |
| Bourganeuf                 | 2 980      | Jean-Pierre Jouhaud |       | PS    | Jean-Pierre Jouhaud |       | PS    |
| Sainte-Feyre               | 2 241      | Alain Gaspard       |       | PS    | Michel Villard      |       | PS    |
| Saint-Sulpice-le-Guérétois | 2 013      | Claude Guerrier     |       | PCF   | Claude Guerrier     |       | PCF   |
| Felletin                   | 1 855      | Michel Pinton       |       | DVD   | Renée Nicoux        |       | PS    |
| Saint-Vaury                | 1 854      | Philippe Bayol      |       | PS    | Philippe Bayol      |       | PS    |
| Ahun                       | 1 557      | Colette Lauvergne   |       | DVD   | Patrick Pacaut      |       | DVD   |
| Évaux-les-Bains            | 1 515      | Gérard Bonhomme     |       | DVD   | Bernard Campos      |       | PS    |

## Résultats

### Résultats en nombre de maires
| Partis       | Partis                    | Maires sortants | Maires élus | Évolution |
| ------------ | ------------------------- | --------------- | ----------- | --------- |
|              | Parti socialiste          | 6               | 8           | +2        |
|              | Parti communiste français | 1               | 1           | 0         |
| Total gauche | Total gauche              | 7               | 9           | +2        |
|              | Divers droite             | 3               | 1           | -2        |
| Total droite | Total droite              | 3               | 1           | -2        |
| Total        | Total                     | 10              | 10          |           |

### Guéret
|                | Michel Vergnier  | PS-PCF-Verts-PRG * | 3 958 | 73,12 |  |  |
|                | Dominique Mazure | UMP-DVD            | 1 455 | 26,88 |  |  |
|                |                  |                    |       |       |  |  |
| Inscrits       | Inscrits         | Inscrits           | 9 140 |       |  |  |
| Abstentions    | Abstentions      | Abstentions        | 3 378 | 36,96 |  |  |
| Votants        | Votants          | Votants            | 5 762 | 63,04 |  |  |
| Blancs et nuls | Blancs et nuls   | Blancs et nuls     | 349   | 6,04  |  |  |
| Exprimés       | Exprimés         | Exprimés           | 5 413 | 93,94 |  |  |

* liste du maire sortant

### La Souterraine
|                | Yves Furet      | PS-PCF-Verts-PRG * | 1 656 | 63,09 |  |  |
|                | Brigitte Jammot | UMP-DVD            | 969   | 36,91 |  |  |
|                |                 |                    |       |       |  |  |
| Inscrits       | Inscrits        | Inscrits           | 4 029 |       |  |  |
| Abstentions    | Abstentions     | Abstentions        | 1 244 | 30,88 |  |  |
| Votants        | Votants         | Votants            | 2 785 | 69,12 |  |  |
| Blancs et nuls | Blancs et nuls  | Blancs et nuls     | 160   | 5,74  |  |  |
| Exprimés       | Exprimés        | Exprimés           | 2 625 | 94,26 |  |  |

* liste du maire sortant

### Aubusson
|                | Michel Moine     | PS-PCF-Verts-PRG * | 1 238 | 59,75 |  |  |
|                | Pierrette Legros | UMP-DVD            | 834   | 40,25 |  |  |
|                |                  |                    |       |       |  |  |
| Inscrits       | Inscrits         | Inscrits           | 2 992 |       |  |  |
| Abstentions    | Abstentions      | Abstentions        | 754   | 25,20 |  |  |
| Votants        | Votants          | Votants            | 2 238 | 74,80 |  |  |
| Blancs et nuls | Blancs et nuls   | Blancs et nuls     | 166   | 7,42  |  |  |
| Exprimés       | Exprimés         | Exprimés           | 2072  | 92,58 |  |  |

* liste du maire sortant